# Traunsee
Traunsee – jezioro w Austrii, w kraju związkowym Górna Austria, w krainie Salzkammergut, na północnym skraju Północnych Alp Wapiennych, stanowiące własność Austriackich Lasów Federalnych (niem. Österreichische Bundesforste).
Rozciąga się z północy na południe. Na północnym krańcu akwenu leży Gmunden, natomiast na południowym – Ebensee am Traunsee. Innymi większymi miejscowościami nad brzegami Traunsee są Altmünster i Traunkirchen.
Zajmuje obszar 24,35 km² (czwarte pod względem powierzchni jezioro Austrii), natomiast największa głębokość wynosi 191 m (znajduje się ona mniej więcej w połowie drogi pomiędzy Traunkirchen i Schönberg), co czyni je najgłębszym jeziorem w Austrii. Średnia głębokość to 95 m. Traunsee jest również jeziorem o największym obszarze zlewni w Austrii (1422 km²). Akwen ma 11,9 km długości i 2,9 km szerokości, a długość linii brzegowej liczy 34 km. Objętość zbiornika wynosi 2,302 km³. Najwyższym szczytem w okolicy jest Traunstein (1691 m n.p.m.). Na północ od Traunkirchen brzegi są płaskie z płytkimi zatokami. Wzdłuż pozostałych, nadających się do zamieszkania, odcinkach brzegu rozwinęły się rozproszone osady. W miastach Traunkirchen, Altmünster, Gmunden i Ebensee am Traunsee nadbrzeża są zwarcie zabudowane (budynkami mieszkalnymi, sklepami, obiektami gastronomicznymi i usługowymi), czego rezultatem jest linia brzegowa z falochronami, hangarami dla łodzi, slipami dla łodzi, schodami, murami, blokami lub kamieniami narzutowymi. Południowo-zachodnie i południowo-wschodnie odcinki brzegu są niedostępne i niezamieszkane, a jezioro jest tam otoczone niemal bezbrzeżnymi klifami.
Największą atrakcję jeziora stanowi średniowieczny zamek Ort (niem. Schloss Ort), zlokalizowany na niewielkiej wysepce w pobliżu Gmunden. Traunsee jest ważnym celem turystycznym w Górnej Austrii, popularnym miejscem kąpielowym oraz akwenem do uprawiania surfingu i żeglarstwa. Historycznie jezioro było ściśle związane z handlem solą, odgrywając ważną rolę w systemie transportowym regionu Salzkammergut.